# Reform, Alabama
Reform là một thị trấn thuộc quận Pickens, tiểu bang Alabama, Hoa Kỳ. Dân số năm 2009 là 1756 người, mật độ đạt 85 người/km².